# Colonne de biologie moléculaire
Pour les articles homonymes, voir colonne.
 (août 2019).
Si vous disposez d'ouvrages ou d'articles de référence ou si vous connaissez des sites web de qualité traitant du thème abordé ici, merci de compléter l'article en donnant les références utiles à sa vérifiabilité et en les liant à la section « Notes et références ».

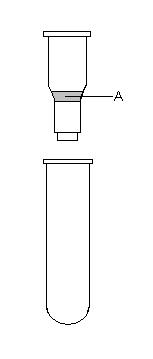
Schéma d'une colonne de fixation de l'ADN

Une colonne est un élément souvent présent dans un kit de biologie moléculaire permettant de réaliser des extractions ou des purifications d'acides nucléiques par fixation sur un filtre.
Le schéma ci-contre représente une colonne de fixation de l'ADN placée au-dessus d'un tube collecteur. Marqué en A est le filtre d'hydroxyapatite, substance fixatrice de l'ADN (ayant une grande affinité chimique pour l'ADN).
On fait passer la solution d'extraction des acides nucléiques à travers le filtre par le biais d'une centrifugation.

## Colonne d'élution

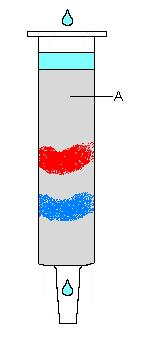
Schéma d'une colonne d'élution

Elle est utilisée principalement pour l'extraction et la séparation des protéines. La solution contenant les protéines à séparer traverse la colonne par simple gravité et entrainement par le liquide d'élution (bleu ciel) distribué en goutte à goutte arrivant par le haut de la colonne.
Sur le schéma deux composés (bleu et rouge) déposés en mélange en haut de la colonne ayant une affinité différente pour le substrat de la colonne (A : en grisé), se retrouvent séparés et peuvent être collectés à des temps différents en bas de la colonne.

### Colonne de filtration
Une colonne de filtration est composée d'un substrat ayant une très forte affinité pour le composé à filtrer. 
Par exemple, il existe des colonnes de dépollution des solutions de bromure d'éthidium (BEt), un composé toxique, qui ne doit pas être relargué dans la nature (jeté à l'évier). Le BEt est fixé sur le substrat, seul le solvant liquide traverse la colonne et peut être jeté, car débarrassé du toxique.